# Élections municipales de 2026 à Nouméa
Pour des articles plus généraux, voir Élections municipales françaises de 2026 et Élections municipales de 2026 en Nouvelle-Calédonie.
Les élections municipales de 2026 à Nouméa auront lieu en mars 2026. Elles visent au renouvellement du conseil municipal.

## Modalités du scrutin

### Dates
Ces élections se tiendront en mars 2026, les dates précises seront annoncées par décret au moins 3 mois avant le scrutin.

### Mode de scrutin
Contrairement à la métropole et aux départements et régions d'outre-mer, la collectivité sui generis de Nouvelle-Calédonie n'est pas pourvue d'établissements publics de coopération intercommunale, par conséquent, les Nouméens sont appelés à voter uniquement pour élire leurs conseillers municipaux.
L'élection des conseillers municipaux se déroule selon un scrutin de liste à deux tours avec prime majoritaire : les candidats se présentent en listes complètes avec la possibilité de deux candidats supplémentaires. Lors du vote, on ne peut faire ni adjonction, ni suppression, ni modification de l'ordre de présentation des listes.
Le nombre de sièges à pourvoir au conseil municipal de Nouméa correspond à celui des communes dont la population est comprise entre 80 000 et 100 000 habitants, soit 53 sièges. Les conseillers municipaux sont élus au suffrage universel direct pour une durée de mandat de six ans. L'élection se termine au premier tour en cas de majorité absolue. Le cas échéant, un second tour a lieu. Les listes qui ont obtenu au moins 10 % des suffrages exprimés au premier tour peuvent se présenter au second. Les candidats des listes qui ont obtenu plus de 5 % des suffrages exprimés au premier tour peuvent rejoindre une autre liste.
La liste ayant obtenu le plus de voix se voit attribuer la moitié des sièges, arrondie à l'entier supérieur si nécessaire. Ainsi, la liste majoritaire obtiens automatiquement 27 sièges. Les 26 sièges restants sont attribués à la représentation proportionnelle à la plus forte moyenne aux listes ayant obtenu au moins 5 % des suffrages exprimés au second tour (ou au premier tour en cas de tour unique).

## Contexte

### Scrutin précédent
Les élections municipales de 2020 ont été marquées par une abstention massive en raison de la pandémie de Covid-19, la participation s'étant effondrée de 61 % lors du 1er tour en 2014 à 42 % en 2020.
Sur le plan local, la liste macroniste conduite par Patrice Vergriete, candidate à sa propre succession, soutenue par Les Républicains calédoniens, Les Républicains, le Mouvement populaire calédonien et Le Rassemblement, renforce sa position en obtenant la majorité absolue des voix dès le 1er tour et 6 sièges supplémentaire.
Les listes de Calédonie ensemble, qui soutenait la maire sortante en 2014, des indépendantistes, réunissant entre autres l'Union calédonienne et le Front de libération nationale kanak et socialiste ainsi que de l'Éveil océanien, obtiennent 2 sièges chacune.
Enfin le dernier siège est attribué à Emmanuel Bérart seul élu de la liste Générations NC.

### Contexte politique local
À la suite des trois référendums qui ont tous rejeté l'indépendance, des négociations s'ouvrent à partir de 2022 ou 2023 en « bilatérales » (État-indépendantistes et État-loyalistes) sur l'établissement d'un nouveau statut pour la Nouvelle-Calédonie au sein de la République française.
En mai 2024, des émeutes ont lieu dans un contexte de débat sur un projet de réforme électorale sur le territoire, faisant 14 morts dont 2 gendarmes,,. L'état d'urgence est décrété.
Un an après le début des émeutes, le PIB a subi une décrue de 15%, 20% des salariés ont perdu leur emploi, l'ensemble des populations du territoire connaît des problèmes de subsistance, de logement, d'alimentation, d'approvisionnement de produits de première nécessité, les plus touchées étant les classes populaires les plus défavorisées. Les discussions sur l’avenir institutionnel de l’archipel sont au point mort, faute d’accord. Les propositions du ministre des Outre-mer Manuel Valls, dans un texte de « souveraineté partagée » qui prévoyait un « transfert et une délégation immédiate des compétences régaliennes », se sont heurtées au désaccord des Loyalistes et du Rassemblement qui y voient une « indépendance-association », mais aussi des membres du gouvernement français à l'origine du projet de révision constitutionnelle, parmi lesquels Gérald Darmanin et Sébastien Lecornu (qui ont eu un temps la charge du dossier calédonien), ainsi que Bruno Retailleau, et Emmanuel Macron lui-même.
En outre les élections municipales de 2026 prennent places à peines quelques mois après les élections provinciales.

## Sondages
Tout sondage d'opinion est affecté par une marge d'erreur.
Une couleur arbitraire est associée à chaque institut de sondage ; ces couleurs sont une aide visuelle et ne correspondent pas à une tendance politique.

## Résultats
|                          |               |       |              |              |             |             |        |  |  |
| Tête de liste            | Tête de liste | Liste | Premier tour | Premier tour | Second tour | Second tour | Sièges |  |  |
| Tête de liste            | Tête de liste | Liste | Voix         | %            | Voix        | %           | Sièges |  |  |
|                          |               |       |              |              |             |             |        |  |  |
|                          |               |       |              |              |             |             |        |  |  |
|                          |               |       |              |              |             |             |        |  |  |
|                          |               |       |              |              |             |             |        |  |  |
|                          |               |       |              |              |             |             |        |  |  |
| Votes valides            |               |       |              |              |             |             |        |  |  |
| Votes blancs             |               |       |              |              |             |             |        |  |  |
| Votes nuls               |               |       |              |              |             |             |        |  |  |
| Total                    | Total         | Total |              | 100          |             | 100         | 53     |  |  |
| Abstention               |               |       |              |              |             |             |        |  |  |
| Inscrits / participation |               |       |              |              |             |             |        |  |  |